# الهاشمیه (اردن)
شهر الهاشمیه (به عربی: الهاشمیة) در زرقا در کشور اردن واقع شده‌است. جمعیت این شهر ۲۵٫۴۷۵ نفر است.

## نگارخانه

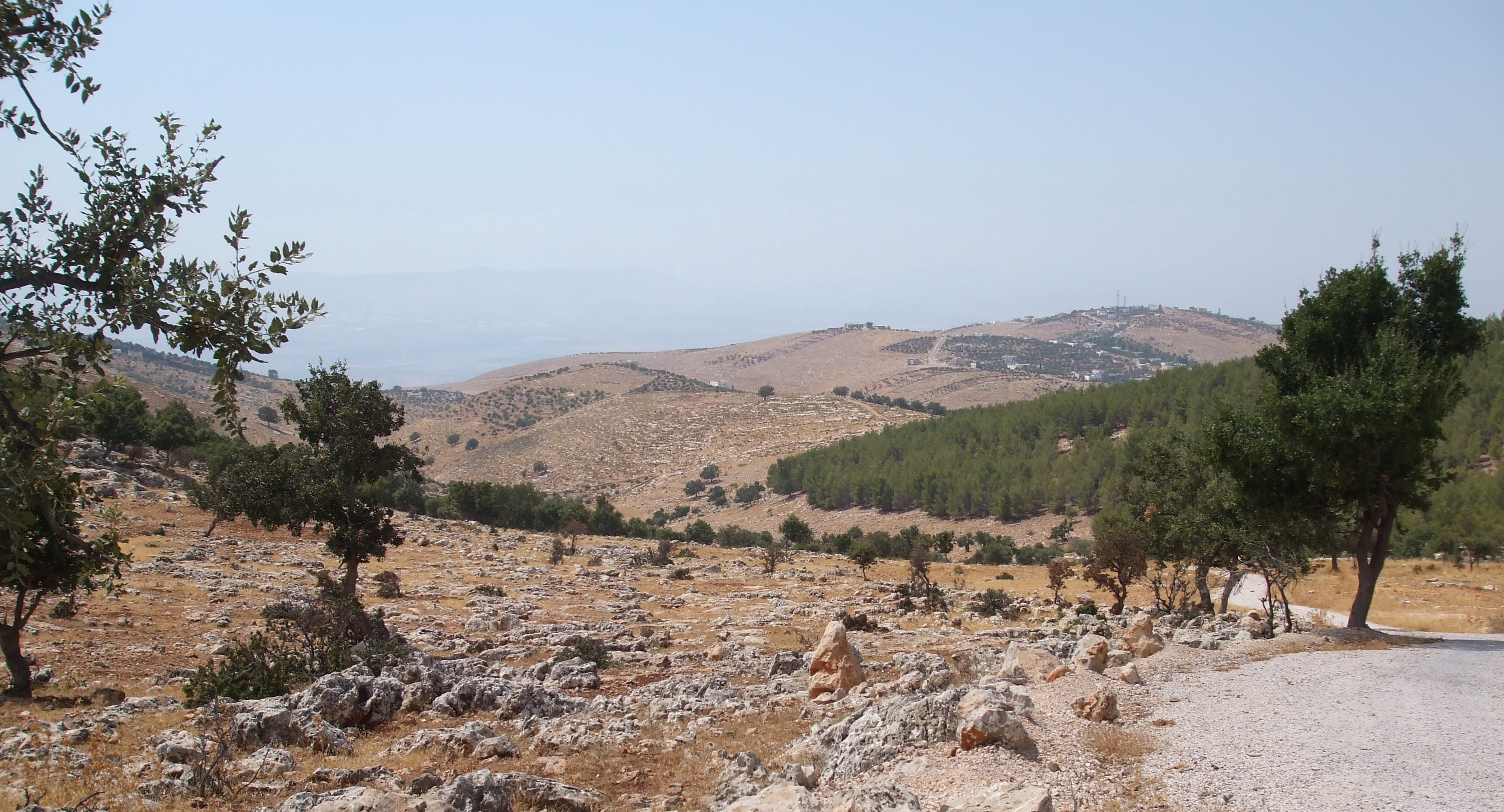
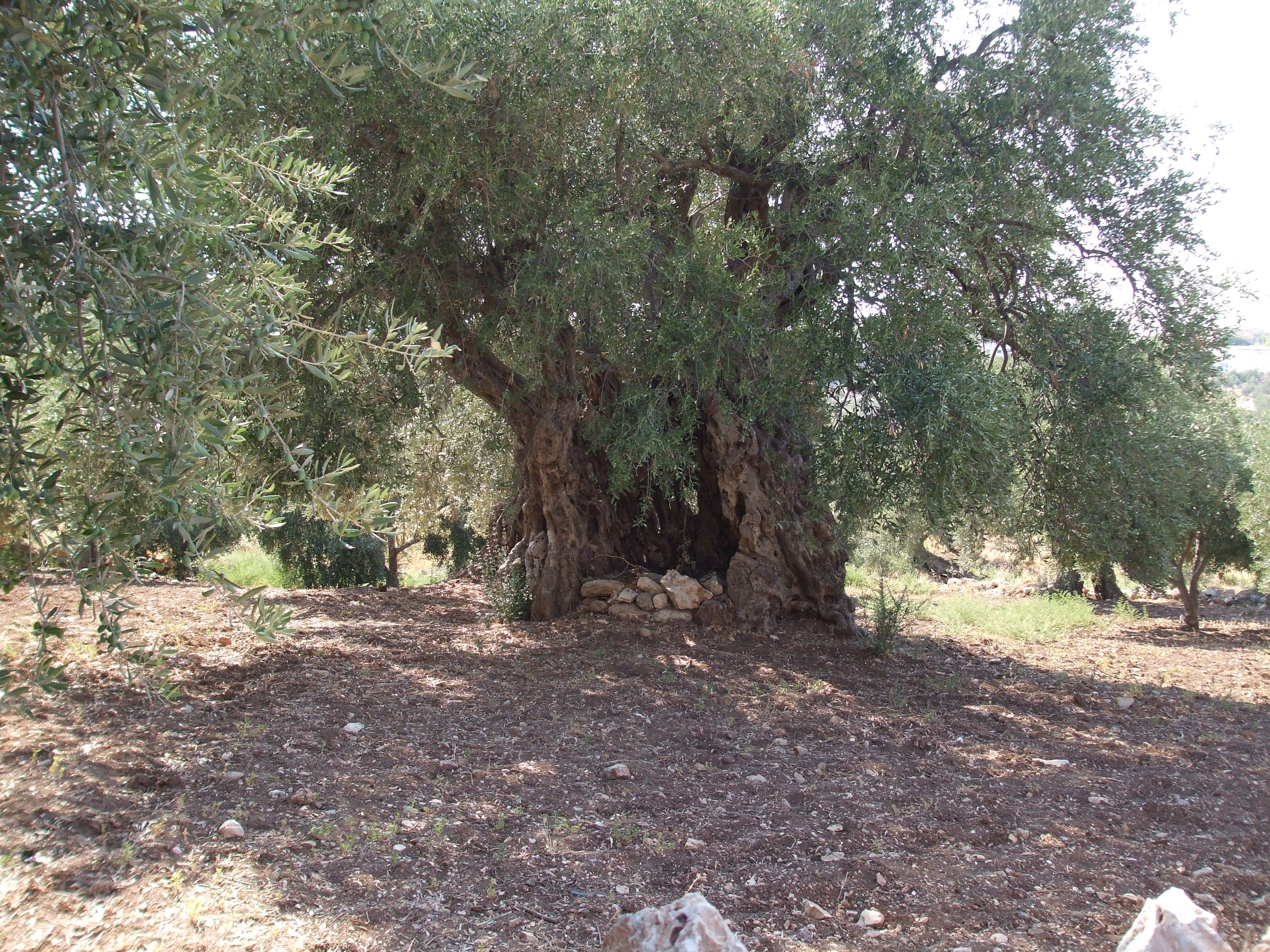
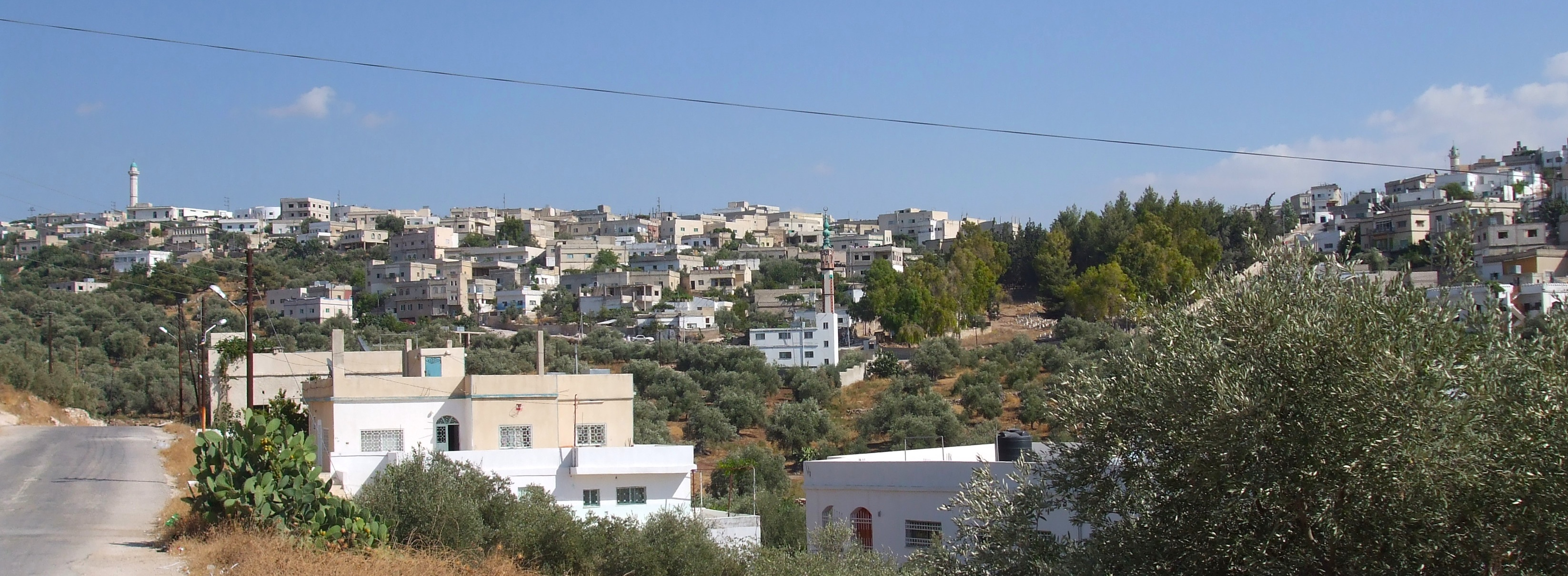
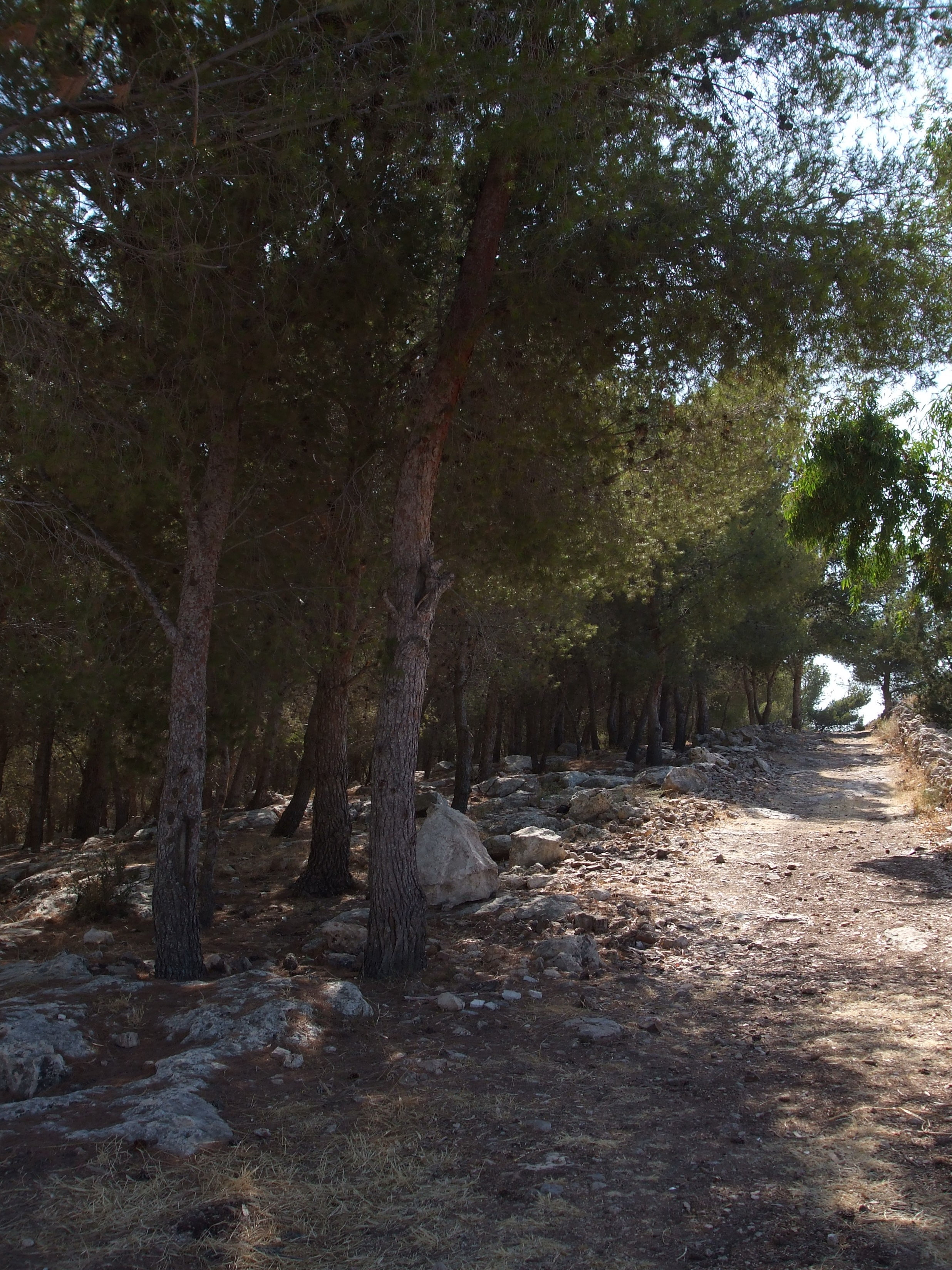